# Корлевич, Корадо
Корадо Корлевич (хорв. Korado Korlević; род. 19 сентября 1958, Пореч, Истрийская жупания) — хорватский астроном, первооткрыватель комет и астероидов, который работает в Вишнянской обсерватории. В период 1995 по 2001 год им было открыто в общей сложности 1286 астероидов, из которых 131 астероид он обнаружил совместно с другими хорватскими астрономами. Помимо этого, он является первооткрывателем двух короткопериодических комет: 183P/Корлевича — Юрича и 203P/Корлевича.

## Биография
Корлевич стал активно изучать астрономию во время его обучения в колледже в Пуле, где стал посещать местные любительские астрономические общества. В 1981 году Корлевич получил квалификацию бакалавра педагогического факультета Риека. К концу 1980-х годов он стал одним из основателей школы югославской астрономии, позже известной как Вишнянская астрономическая школа.

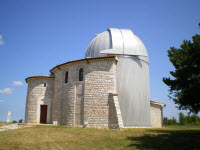
Обсерватория Тикана

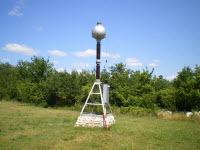
Шуман-антенна

В рамках этой школы Корадо Корлевич смог получить серьёзный опыт в наблюдении метеоров и астероидов. Позднее участвовал в создании International Meteor Organization (англ.), занимающейся наблюдением за метеорными потоками. Принимал участие в первой Международной Тунгусской экспедиции. После этой экспедиции он начал работу по замене главного телескопа Винянской обсерватории, который сильно пострадал во время Боснийской войны. В частности телескоп был направлен в Сараево, чтобы помочь защитникам во время осады города. После нескольких лет работы вместе с группой друзей ему удалось установить новый телескоп и в 1995 году на нём начались первый наблюдения, очень скоро позволившие сделать настоящий прорыв в хорватской астрономии, выражавшийся в открытии множества астероидов.
Команда Корлевича построила ещё одну астрономическую обсерваторию в 3-х км от Тиканы, где были продолжены наблюдения за объектами в околоземном пространстве. Там же была построена крупнейшая в мире Шуман-антенна, которую планируется использовать для доказательства сильного влияния метеоров на ионосферу.
Корадо Корлевич был редактором астрономического журнала «Небесные светила» (хорв. Nebeske krijesnice) и является автором многих часто цитируемых астрономических статей, особенно в области малых планет. Помимо всего прочего, он также занимается преподаванием астрономии для нового поколения молодых астрономов. Несмотря на научную деятельность, преподавание по-прежнему остаётся для него приоритетом и занимает значительную часть его времени.

## Членство в организациях
Является членом следующих организаций:
- International Meteor Organization (англ.)
- Spaceguard Foundation (англ.)
- Планетарное общество
- Тихоокеанское астрономическое общество
- European Council for High Ability (ECHA)
- Национальное географическое общество
- Хорватское энтомологическое общество
- Lions Clubs International

## Награды
- Приз города Пореча «Сан Мауро» — «за достижения в области образования».
- Одному из астероидов было присвоено его имя (10201) Корадо[англ.][3] «в честь открывшего его человека, за астрономический и социальный вклад».
- Премия Эдгара Уилсона в 1999 году — «за открытие кометы».
- Премия Эдгара Уилсона в 2000 году — «за открытие кометы».
- Премия Ivan Filipović Award в 2002 году — от Хорватского Министерства образования.